# Aldo Rico
Aldo Rico (Buenos Aires, 4 marzo 1943) è un politico e militare argentino.
Dopo aver preso parte alla guerra delle Falkland guidò due sollevamenti dei carapintadas contro i governi democratici che volevano processare i militari coinvolti nei crimini della dittatura argentina.

## Biografia
Compì gli studi presso il Collegio Militare della Nazione da cui uscì nel 1964 con il grado di sottotenente. Intrapresa la carriera nell'esercito argentino, nel 1976 fece ingresso nella Scuola Superiore di Guerra con il rango di capitano.
Nel corso della guerra delle Falkland, con il grado di maggiore, Rico venne inquadrato all'interno di un reggimento di fanteria posto a sorveglianza dei passi andini della provincia di San Juan posti lungo la frontiera cilena.
Durante la settimana santa del 1987 Rico guidò il sollevamento del Reggimento di fanteria di San Javier. Gli ammutinati, passati alla storia come carapintadas, si asserragliarono nella Scuola di Fanteria di Campo de Mayo e da qui fecero una serie di richieste al presidente Raúl Alfonsín come l'amnistia per i militari processati per i crimini commessi durante la guerra sporca e la dittatura. Per cercare una soluzione pacifica di fronte ai timori dell'opinione pubblica, che si era radunata in massa a Campo de Mayo e in plaza de Mayo a Buenos Aires Alfonsín in persona si recò a parlamentare con Rico ed i suoi sottoposti. Dopo questo incontro gli ammutinati decisero di deporre le armi e arrendersi. Qualche settimana dopo Rico fu processato per sedizione dalla giustizia civile e da quella militare.
Nel 1988, dopo essere evaso dagli arresti domiciliari, Rico guidò il secondo sollevamento carapintada nella caserma del Reggimento di Fanteria 4 di Monte Caseros. Dopo un colloquio con il tenente generale José Segundo Dante Caridi i militari insorti deposero le armi e furono tratti agli arresti.
Conclusa così la carriera militare Rico entrò in politica fondando il Movimento per la Dignità e l'Indipendenza. Nel 1991 fu eletto alla camera dei deputati. Tre anni più tardi fu tra i partecipanti all'assemblea costituente che redasse la nuova costituzione argentina.
Nel 1997 fu eletto sindaco di San Miguel, nell'area metropolitana bonaerense. Nel settembre 1999 fu nominato ministro della Sicurezza della provincia di Buenos Aires dal governatore Carlos Ruckauf. Ricoprì quest'incarico per soli quattro mesi a causa di uno scandalo che lo vide costretto alle dimissioni.